# .tk
.tk (inglês: Tokelau) é o código TLD (ccTLD) na Internet para o Toquelau.
Este domínio é gerido por uma empresa particular, DotTK (mantida pela Taloha, Inc), que tem parceria com o Governo de Tokelau.[carece de fontes?]